# Santa Cesarea Terme
Santa Cesarea Terme es una localidad italiana de la provincia de Lecce, región de Puglia, con 3.094 habitantes.

## Evolución demográfica
| Gráfica de evolución demográfica de Santa Cesarea Terme entre 1861 y 2001 |
|                                                                           |
| Fuente ISTAT - elaboración gráfica de Wikipedia                           |